# Andy Gibb
Pour les articles homonymes, voir Gibb.
Andy Gibb est un chanteur, auteur-compositeur-interprète et producteur anglais, né le 5 mars 1958 à Stretford (Grand Manchester) et mort le 10 mars 1988 à Oxford. Plus jeune garçon de la fratrie Gibb, ses trois autres frères (Barry et les jumeaux Robin et Maurice) sont membres des Bee Gees.

## Biographie
Andy Gibb est le plus jeune fils de Hugh Gibb et Barbara Pass. Bien qu'apparaissant sur certaines des vidéos des Bee Gees, ou chantant parfois en concert avec eux, il n'a jamais vraiment fait partie du groupe, car il était beaucoup plus jeune que ses frères (8 ans de moins que Robin et Maurice, et 12 ans de moins que Barry). Par contre, Barry Gibb participera à tous les albums d'Andy. Il est né à Stretford, une ville du Grand Manchester située entre la rivière Mersey et le canal de la ville du même nom.
Il commence à chanter à Ibiza (Espagne) à la suite du succès des Bee Gees puis déménage avec ses parents sur l'île de Man[Quand ?] (île dont la famille est originaire). Il retourne en 1975 en Australie, pays qu'il avait quitté début 1967 (sa famille était partie d'Angleterre pour y émigrer en août 1958). Il rencontre alors un énorme succès avec Words and Music dont il est l'unique auteur-compositeur. 
Le 11 juillet 1976, il se marie avec Kim Reeder avec qui il aura une fille, Peta. Le mariage ne durera que deux ans et il verra très peu sa fille par la suite.
Il signe en 1977 un contrat discographique avec Robert Stigwood pour le label britannique RSO Records, une division de Polydor Grande-Bretagne, où ses frères sont également sous contrat. Son premier numéro 1 américain en juillet 1977, I Just Want to Be Your Everything, est écrit par son frère Barry Gibb.
Son deuxième single (Love Is) Thicker Than Water, coécrit avec Barry et sur lequel figure Joe Walsh, ancien guitariste de James Gang passé  chez les Eagles, est de nouveau numéro 1 en mars 1978, soufflant la place aux Bee Gees avec Stayin' Alive, qui ne tardent pas à la reprendre avec Night Fever.
En juin 1978, Andy devient le premier artiste à avoir trois numéros 1 consécutifs aux États-Unis avec Shadow Dancing, coécrit avec ses trois frères. Il aura par la suite d'autres succès, surtout aux États-Unis, entre septembre 1978 et juin 1981.
En panne d'inspiration en raison de son addiction à la cocaïne et à l'alcool, il traverse une longue période incertaine. Il se fait soigner en Californie en 1985, mais ses tentatives successives pour en finir avec son addiction se solderont par des échecs. Même Victoria Principal, dont il est très amoureux au début des années 1980, lui demandera de choisir entre elle et la drogue, en vain. Il parvient néanmoins à s'en sortir au printemps 1987.
En 1985, il fait une apparition dans l'épisode 9 de la première saison de la série télé Punky Brewster dans son propre rôle, ainsi que dans l'épisode 14 de la même saison dans lequel il tient le rôle de Toni Glen, professeur de piano de Punky, et qui rêve de faire un disque.
En 1988, il signe un nouveau contrat avec Island Records pour enregistrer un album au Royaume-Uni. Le 7 mars de la même année, alors qu'il travaille sur cet album, il est victime de maux d'estomac et de douleurs dans la cage thoracique. Admis d'urgence à l'hôpital Radcliffe à Oxford, les médecins le renvoient deux fois chez lui, ne décelant pas immédiatement la gravité de son état (en fait une myocardite) car ils ignorent ses antécédents médicaux.
Il meurt à l'hôpital le 10 mars 1988, cinq jours après son 30e anniversaire.
Sa mère, qui l'avait rejoint quelques jours plus tôt, dira de lui : « Andy n'a jamais grandi, il était comme Peter Pan, il a été un petit garçon toute sa vie, il est resté un bébé toute sa vie (fragile) ». Un « bébé » qu'elle et ses frères auront en vain tenté de sauver durant des années, notamment dans la lutte contre ses addictions.

## Discographie

### Albums
- Flowing Rivers, E-U, RSO RS 3019; Europe, RSO 2394 183, 1977 (E-U #19)
- Shadow Dancing, E-U, RSO RS-1-3034; Europe, RSO 2394 202, 1978 (E-U #7; R-U #15)
- After Dark, E-U, RSO RS 3069-1; Europe RSO 2394 247; R-U, RSO 5006, 1980 (E-U #21)
- Andy Gibb Greatest Hits (compilation), E-U, RSO RS-1-3091, 1980 (E-U #46)
- Andy Gibb (compilation), E-U/Europe/R-U Polydor/PolyGram 314 511 585-2, 1991/1992
- The Best of Andy Gibb (compilation), E-U, 2001

### Singles
- Words and Music / Westfield Mansions, ATA K-6077, Australie, 1975
- I Just Want to Be Your Everything / In the End, RSO RS 872, États-Unis, 1977, #1
- (Love Is) Thicker Than Water / Words and Music, RSO RS 883, E-U, 1977, #1
- (Love Is) Thicker Than Water / Flowing Rivers, RSO 2090 268, Royaume-Uni, 1977
- An Everlasting Love / I Just Want to Be Your Everything / (Love Is) Thicker Than Water, RSO 015, R-U, 1977, #10,(E-U #5)
- Shadow Dancing / Let It Be Me, E-U, RSO 893, 1978, EU #1; R-U, RSO 026, #42
- Shadow Dancing / Too Many Looks in Your Eyes, RSO 2090 281, Europe, 1978
- Shadow Dancing / Fool for a Night, ATA Recs K-7091 06/78; Europe, RSO 2090 307
- Shadow Dancing / Too Many Looks in Your Eyes, RTB-RSO S54028, Yougoslavie, 31/08/1978
- An Everlasting Love / Flowing Rivers, E-U RSO RS 904; Europe, RSO 2090 310, 1978
- An Everlasting Love / (Love Is) Thicker Than Water, Europe, RSO 2090 329, 1978
- An Everlasting Love / Shadow Dancing / Thicker Than Water / Words and Music, Mexique, RSO 2454, 1978
- An Everlasting Love / Everlasting Love, E-U, RS 904, 1978
- (Our Love) Don't Throw It All Away / One More Look at the Night, E-U, RSO RS 911, #9, Europe, RSO 2090 326, 1978
- (Our Love) Don't Throw It All Away / Shadow dancing (12"), R-U, RSO RSOX 26 1979, #32
- Desire / Waiting for You, E-U, RSO RS 1019, #4; Europe, RSO 2090 418, 1979
- Desire / Desire, E-U, RSO RS 1019, 1980
- Rest Your Love on Me / Boats against the current (en duo avec Olivia Newton-John), E-U, EMI 006-63855, 1980
- I Can't Help It / Someone I Ain't (en duo avec Olivia Newton-John), RSO RS 1026, E-U, #12; Europe, RSO 2090 438, 1980
- I Can't Help It / I Go for You / Our Love - Don't Throw It All Away / Why, RSO EP 2471, Mexique, 1980
- I Can't Help It / I Go for You / Our Love - Don't Throw It All Away / Why, Mexique, RSO EP 2471, 1980
- Me (Without You) / Melody, RSO RS 1056, E-U, 1980, #40
- Time Is Time / I Go for You, RSO RS 1059, E-U #15; Europe, RSO 2090 518, 1980
- All I Have to Do Is Dream / Good Feeling (en duo avec Victoria Principal), E-U, RSO RS 1065, #51; Europe, RSO 2090 565, 1981
- Shadow Dancing / Everlasting Love, E-U, RSO RS 8015
- Desire / (Our Love) Don't Throw It All Away, E-U, RSO RS 8029